# コントーション
コントーション（英: contortion）は、演者が自分の体を極度に曲げたり捻じったりする曲芸または身体表現。現代ではおもにサーカス、大道芸、その他ショーで行われる。
なお、英語圏では contortionism と表記される場合もある 。
中国の雑技の分類においては「柔术」（柔術、拼音: róushù ローシュー）が該当する。
モンゴルにおいては「уран нугаралт」（uran nugaralt、オランノガラルト、「曲がる芸術」の意）と呼ばれている。
演者のことをコントーショニスト（英: contortionist）という。

## スキルの分類
コントーションにおけるスキルは、Backbend(後屈)、Frontbend(前屈)、Splits(開脚)、Enterology(腸病学)、Dislocations(関節外し)に分類される。

### Backbend(後屈)
体を後方（背中側）に曲げるスキルである。後述（#歴史）のとおり古代から演じられている記録が有る。身体の支持方法（足のみ、足と手《ブリッジ》、倒立など）によって多様なポーズを取ることができる。また倒立と併用することで平衡技巧系のさまざまなアクロバットの演目に応用される。

#### 【参考】倒立の種類
- ハンドスタンド(hand stand) : いわゆる一般的な「逆立ち」「倒立」を指す語であり、腕を伸ばし手で体を支えるもの[11]。熟達した演者は片手で倒立した状態でもコントーションを行うことができる[12]。
- エルボースタンド(elbow stand) : 肘を曲げ肘（と前腕）で体を支えるもの [9]。
- チェストスタンド(chest stand) : 胸で体を支えるもの[9]。

#### 「後屈」の特徴的なポーズ
- Marinelli bend（マリネッリベンド（英語版））:　演者が支柱に固定されたグリップを噛み歯と顎だけで自分の全体重を支え、その状態で自分の頭と臀部をつけるほど後屈して両足を伸ばすポーズ。アメリカで活躍した男性コントーショニスト HB Marinelli （1864-1924）の名前に由来する[9][13]。
- Triple Fold（トリプルフォールド）： チェストスタンドの中でも難易度が高いもので、膝・すね・脚の甲が完全に床に接するまで後屈するポーズを指す[9]。

### Frontbend(前屈)
体を前方に曲げるスキルである。立った状態で頭を股下から後方に出すポーズや、仰向け又は座った状態で両脚を背中側に回し、後頭部でくるぶしを交差する(human knot)、または背中で脛を交差するポーズなどがある。

### Splits(開脚)
両脚をそれぞれ反対方向に伸ばすスキルである。
脚を伸ばす方向で、前後開脚（front split）と左右開脚（side split）とに分かれる。
両脚を開いた角度が180度以上の場合、Oversplitと呼ばれる。

### Enterology(腸病学)
常人には入ることができないような小さな箱や容器などの空間に、身体を曲げて入るスキルである。ボックスアクト（box act）、ボディパッキング（body packing）、パッケージ化（packanatomicalization）などとも呼ばれる。

### Dislocations(関節外し)
主に肩関節や股関節などを外して可動範囲を広げるスキルである。なお、ほとんどのコントーショニストは、関節を外すことなく驚くべき柔軟性を示すことができる。

## 歴史

### 世界

#### 古代
コントーションに関する古代の遺物は、エジプト、ギリシア、中国、メキシコなど世界各地で発見されている。
例としては次のものがある。
- エジプト 第18王朝のツタンカーメン王(在位紀元前1332年頃 - 紀元前1322年頃[注釈 4])が ルクソール神殿の「アメンホテプ3世の大列柱廊」壁面に刻ませたブリッジまたは後屈をする12人の女性ダンサーのレリーフ[18][19][注釈 5]や、第19王朝（紀元前1293年頃 - 紀元前1185年頃）に描かれたブリッジをする女性ダンサーの絵のある石灰石のオストラコン（破片）[21][22]。
- 紀元前1200年頃から紀元前600年頃の間に製作されたとみられる、メキシコのトラティルコ遺跡から出土した、男性がチェストスタンドで後屈して両足を頭の上にのせている陶製の像 [23]。
- 紀元前340年頃から紀元前330年頃の間に製作されたとみられる、ハンドスタンドで後屈している女性ダンサーが描かれたギリシアの水がめ（ヒュドリア）[24]。
- 前漢（紀元前206年 - 紀元後 8年）初期の山東省済南市無影山の墓内から出土した22体（現在は21体）の陶俑（陶器の人形）からなる「楽舞百戯俑」に含まれる、チェストスタンドで後屈して両足で頭を挟んでいる曲芸師の人形[25]。

#### 19世紀前半頃まで
- 漢王朝（紀元前206年 - 紀元後220年）以後、中国では雑技全般が発展していったが、その過程で主に後屈のスキルが倒立と結合して平衡技巧系のさまざまなアクロバットの演目[注釈 2]に応用されていった[10]。
- 唐王朝の中期・晩期頃（8世紀中頃－10世紀初頭頃）には倒立芸とは別に、手を使わず足と頚で行う柔術（コントーション）も生まれた[26]。
- ヨーロッパにおいては、16世紀から18世紀にかけて都市の定期市の広場で演じられた様々な見世物の中に、身体の柔軟性を見せる「骨無し（disloqué）」というレパートリーが存在した[27]。
- 近代的なサーカス的ショーは1770年に始まった[注釈 6]が、馬上で演じられるアクロバットが中心であった。コントーション（「骨無し」）が大きな常設サーカスにおいても演じられるようになったのは1830年代の半ば以降であったが、馬を必要としないアクロバットの中では最も早い時期に加わったものだった。当時主役であった馬上でのアクロバットの邪魔にならないため、コミカルな道化芸として共に演じられていた[29]。

#### 20世紀前半頃まで
- 19世紀後半から20世紀初頭のヨーロッパとアメリカにおいてコントーションの興行は全盛期を迎え、サーカス、展示会や博覧会などに付属する見世物、ボードビルシアター（イギリスにおけるミュージックホール）、そしてナイトクラブなどで盛んに演じられた[30]。
- モンゴルにおいては1941年にソ連の経済的、技術的援助により[注釈 7][注釈 8]モンゴル国立サーカスが設立され、同国のコントーションの発展の契機となった[33][3]。
- 中国においては、社会が不安定であった清王朝末期から国共内戦期までの間、雑技全般に停滞がみられたが国共内戦が1950年に終結すると復興し、柔術（コントーション）も新たな発展を遂げるようになった[34]。

#### 現代まで
- 中国では1972年に周恩来国務院総理が雑技団の海外派遣を提議、多くの雑技団が生徒の募集を始め、あわせてスポーツや舞踏などの訓練法を参考とした科学的な訓練が行われるようになった[35]。こうしたことから1981年のパリ国際大会[35][注釈 9]で、広州少年雑技隊に所属していたコントーショニストの戴女霞(Dai Wenxia)[37]は個人での滾杯(グェンペイ)の演技[38]と彼女を含む三人で演じた頂碗[39]の演技で一等（頂碗はフランス大統領賞も）を受賞した[35]。その後もコントーション要素を含む演目を演じる中国の雑技団がモンテカルロ国際サーカスフェスティバルで金賞（ゴールデンクラウン賞）を獲得する[注釈 10]など、高い評価を得ている。
- モンゴルにおけるコントーションは、1987年のモンテカルロ国際サーカスフェスティバルの銀賞（シルバークラウン賞）を受賞する[40]など高い評価を得るようになっていたが、1990年に人民革命党(共産党)が一党独裁を放棄、1992年に国家体制が変わったことなどから[44]、国立サーカスの経営もずさんになり2007年には民営化、実質的には解散となった[45]。この時期以降、多くのモンゴル人コントーショニストや指導者が海外に活動の場を移すようになり、世界中のサーカスに人材を供給することとなった[46][47]。例えば、シルク・ドゥ・ソレイユがラスベガスで公演している「O（オー）」における「コントーション」の演者は、全員モンゴル人である[注釈 11]。

### 日本

#### 奈良時代から室町時代まで
- 奈良時代・平安時代
奈良時代初期に中国（唐王朝）から様々な余興的芸能が「散楽」として伝わったが、それらの中にコントーションも「拗腰」として含まれていた[48]。演者たちは国の雅楽寮の散楽戸に属していたが、奈良時代末期に散楽戸が廃止されると、各地に分散するか寺社などの支配下に入り、祭礼などの折にその芸を演じるようになった。平安時代中期には散楽は猿楽となまって呼ばれるようになり、さらに曲芸的な芸は独立して田楽に付属するようになった。鎌倉時代に始まった寺社の造営や修理のための寄付金を集めるための勧進興行においては、もっぱら田楽が演じられた[49]。
- 室町時代
室町時代になると綱渡りを中心として「無骨（骨無し）」やさまざまな曲芸を組み合わせた蜘蛛舞（または蜘舞、読みはいずれも「くもまい」）が勧進興行などで演じられるようになった[50][51]。興福寺所蔵の『大般若経』第73巻の奥書には、室町時代末期（戦国時代）の天文18年（1549年）に奈良において演じられた蜘蛛舞において、「無骨」の芸が含まれていたことが記されている[52]。

#### 江戸時代
- 見世物
江戸時代に入ると寺社の境内や火除地（ひよけち）など[注釈 12]に仮設された掛小屋（「ヒラキ」）において各種の見世物が興行されるようになった[55]。特に曲芸は「高小屋物」と呼ばれ見世物の第一とされ[53]、「無骨」の芸も綱渡りや枕積み、升積みといった平衡技巧系の演目[注釈 2]に組み込まれて演じられた[56][57]。例えば、安永5年（1776年）、当時一本綱の軽業で有名だった唐崎新之助による中洲新地における興行について、平賀源内は「新之助は一身に骨無く」と『放屁論』に記している[54]。
- 大道芸
江戸時代の中ごろ以降、4、5歳から12、3歳の子どもがコントーションを含む曲芸を演じた角兵衛獅子が、江戸や各地を巡り歩くようになった[58]。角兵衛獅子は通常の場合、竿、木枕、升(ます)などの器具を用いずに身体の柔軟性と身軽さをみせる芸[注釈 13]で、倒立した状態で尻が頭に着くほど後屈し両足が顔の横に来ているポーズやトリプルフォールドのポーズをとる姿などが絵や写真に残されている[60]。

#### 明治時代から昭和時代まで

##### サーカス
- 明治時代になると、伝統的な軽業の興行は欧米から伝わったサーカスにとって代わられたが、増田曲芸一行や木下サーカスなどにおいて、角兵衛江獅子や伝統的な軽業はサーカスのアクロバットに吸収される形で存続した[61][62]。また、大竹娘曲馬のように高い柔軟性を持った中国雑技の演者[注釈 14]を参加させた例もあった[64]。
- 太平洋戦争終戦後、サーカスは一旦は復興したものの、児童福祉法の制定[注釈 15]などにより15歳未満の子どもが就労不可になり後継者育成に問題が生じたことやテレビの普及などの娯楽の多様化により衰退し[65][66]、昭和30年（1955年）頃には30団体あった[67]ものが、昭和60年（1985年）には6団体まで減少することとなった[68][注釈 16]。

##### アクロバチックダンス
- 昭和9年（1934年）12月に日本劇場（日劇）のこけら落しの主演と演出を行い、大変な人気を得た川畑文子は、日系アメリカ人三世のブロードウェイのスターダンサーで、足を頭より高く正面方向に蹴り上げる技（ハイキック）を得意としていた[70]。川畑文子の日本での成功後、アメリカから多くの日系二世、三世のダンサーが来日したが、なかでもロサンゼルス出身の岡本八重子は妹の文子とともにコントーション的なダンスを得意として、川畑に迫る人気を得た。当時こうしたコントーション的ダンスは「アクロバチックダンス」と呼ばれ[注釈 17]、戦前の日本では盛況であった[72]。岡本は太平洋戦争後も複数の映画に出演した[注釈 18]ほか、岡本八重子舞踊研究所を設立して後進の育成も行い、若山昌子[注釈 19]らを育てた[76]。
- アクロバチックダンスは他のダンスと同様に、キャバレーのショーなどでも多く演じられた[78]。また、アクロバチックダンサーであったR・テンプルは、昭和27年（1952年）から当時「ストリップショーの殿堂」と呼ばれていた日劇ミュージックホール（日劇の小劇場を改称したもの）[79][注釈 20]に出演するようになり[82]人気を得て、昭和30年（1955年）にはラジオ東京テレビ（現在のTBSテレビ）の番組『ミュージックホール』にも出演した[83]。
- アクロバチックダンスはキャバレーにおいて昭和50年（1975年）以降も演じられ[84][85]、昭和53年（1978年）には若山昌子が自らキャバレーの経営を始める[86]などしたが、ディスコの登場やバブルの崩壊によりキャバレーの経営事情は悪化、その数も減少し[86][87]、若山の店も平成18年(2006年)に閉店することとなった[88]。

#### 平成時代以降
- サーカス学校の登場
平成13年（2001年）、NPO法人国際サーカス村協会代表の西田敬一は、サーカスアーティストの養成を目的とした沢入（そうり）国際サーカス学校を開校した[注釈 21][注釈 22]。
- 新体操界からの人材供給
昭和59年（1984年）のロサンゼルスオリンピックにおいて新体操が正式種目となり、また日本人選手が健闘したこともあって日本における新体操は発展し、ジュニア層にも浸透して、早くから柔軟性向上のトレーニングを受けた選手が増えることとなった[93][94]。近年、引退した新体操選手がコントーショニストに転身する例がある [95][96]。
- 国際的なフェスティバルでの受賞
平成27年（2015年）、第36回パリ国際サーカスフェスティバル Cirque de Demainにおいて、日本人パフォーマンスペアKinetic Artがコントーションブレイクダンスを演じて特別賞（アルテ賞[注釈 23]）を受賞した [97]。
- 公演機会の多様化
近年（2019年現在）においては各種のショーだけでなく、演劇にコントーショニストの演技が組み込まれる例も見られている[注釈 24]。

## 文化的な影響

### 浮世絵
コントーションは 歌川広重と葛飾北斎によっても描かれている。
- 歌川広重「狂戯芸（たわけげい）づくし 四」及び「狂戯芸づくし 五」
「狂戯芸づくし」は歌川広重が酒席での芸や遊びを描いた浮世絵のシリーズである。その「四」にはブリッジをする男と片脚を自分の顔に着けるように上げている男が、「五」には腰を下ろした姿勢で両足を頭の後ろに回したポーズの男が描かれている[102]。
- 葛飾北斎『北斎漫画 八編』の「夢の浮橋」、および「北斎漫画 十編」の「無礼講」
『北斎漫画』は葛飾北斎が絵手本として発行したスケッチ画集である。その『八編』中の「夢の浮橋」ではブリッジをした男を仰向けになった男が両手両足を伸ばして支える芸が、その『十編』中の「無礼講」では片脚を自分の頭の後ろに回している男や、ハンドスタンドで脚を曲げ自分の頭に足を着けている男などが描かれている[103]。

### テレビドラマ
怪奇大作戦
円谷プロ制作の特撮テレビドラマ『怪奇大作戦』（1968年TBS系で放映）第1話「壁抜け男」は、予告状を出して宝石や仏像を盗む怪盗キングアラジン（俳優は田口計）が逃走する際に壁を抜けて消えてしまう謎を、主人公たちが解いていくドラマである。本作にはキングアラジンが警官にチェストスタンドや倒立での後屈を見せるシーンや、後屈した状態で転がって逃げるシーンなどがある。これらのシーンのほとんどは特撮と分かるが、スタントを用いているショットもある。こうしたコントーションを用いたシーンについて第1話の監督である飯島敏宏はインタビューにおいて、「怪奇」のイメージとして浮かんだものの中に子供の頃見た見世物小屋があったこと、撮影時には曲芸団の女の子に転がってもらったことなどを語っている。
なお、ゆうきまさみの少年漫画『究極超人あ～る』には登場するキャラクター「兵藤信」が「キングアラジンの真似」と称してチェストスタンドの後屈を見せる場面がある。

### 漫画
- 『からくりサーカス』
『からくりサーカス』は藤田和日郎作の漫画で、『週刊少年サンデー』（小学館）1997年32号から2006年26号にかけて連載された。ヒロインのしろがねはサーカスのコントーショニストという設定で、作中でコントーション演技や身体の柔軟性を見せる場面があった[106][107][108][109][110][111][112]。
- 『足芸少女こむらさん』
『足芸少女こむらさん』は灰刃ねむみ作の漫画で、『週刊少年チャンピオン』（秋田書店）2019年1月1日号から連載されている（2019年4月20日現在）。ヒロインの小叢井こむらは「雑技団育ちで足芸が得意」という設定で手の代わりに足を使うため、コントーション的なポーズが頻繁に登場する[113]。

### ミュージック・ビデオ
- 「Around The World」
「Around The World」（アラウンド・ザ・ワールド）は、日本のポップ・ロックバンド、MONKEY MAJIKの2枚目のシングル盤のタイトル曲で、そのミュージック・ビデオには中国雑技風のコントーションが登場している[114]。

## イベント

### 国際コントーション大会（ICC）
国際コントーション大会（International Contortion Convention）は、コントーション関係者（パフォーマンスアートを実践する専門家、教師、学生・生徒など）向けのワークショップ（体験型講座）とショーからなるイベントである。ドイツ人女性Ska von Schöningにより1998年に第1回が開催され、第2回以降はラスベガスで開催されている。
2006年に開催のICC2006の参加者数は50～60名ほどであったが、20周年記念となった2018年に開催のICC2018では、約150名が参加した。